# Vireux-Molhain
Vireux-Molhain (in vallone Vireu-Molén) è un comune francese di 1 719 abitanti situato nel dipartimento delle Ardenne nella regione del Grand Est.

## Società

### Evoluzione demografica
Abitanti censiti